# Audru (obec)
Obec Audru (estonsky Audru vald) je bývalá samosprávná jednotka estonského kraje Pärnumaa. V roce 2017 byla obec zrušena a začleněna do statutárního města Pärnu (pod které spadá kromě samotného města Pärnu celá řada vesnic).

## Obyvatelstvo
Na území zrušené obce žije necelých pět tisíc obyvatel, z toho přibližně třetina v městečku Audru, zbytek ve 25 vesnicích Ahaste, Aruvälja, Eassalu, Jõõpre, Kabriste, Kihlepa, Kõima, Kärbu, Lemmetsa, Liiva, Lindi, Liu, Malda, Marksa, Oara, Papsaare, Põhara, Põldeotsa, Ridalepa, Saari, Saulepa, Soeva, Soomra, Tuuraste a Valgeranna.

## Partnerské obce
Obec Audru měla navázánu družbu a uzavřenu smlouvu o spolupráci s finskými obcemi Paimio a Ähtäri a se švédskou obcí Hallstahammar.